# SMAP VIDEO はじめての夏
『SMAP VIDEO はじめての夏 AIRPLANE BROTHERS』（スマップ ビデオ はじめてのなつ エアプレイン・ブラザース）は、VHSが1993年9月1日に、DVDが2003年12月24日に発売された、SMAPが主演するオリジナル・ビデオである。

## 収録内容
北山洋と江田健太郎と健太郎の兄が、かつて飛ぶことに失敗した飛行機をもう一回飛ばすことにした、関根将吾・行広篤・馬場哲夫・小林潮音。それぞれの思いを乗せて、プロペラは回るのか。

## キャスト
- 馬場哲夫 - 中居正広
- 北山洋 - 木村拓哉
- 江田健太郎 - 稲垣吾郎
- 関根将吾 - 森且行
- 行広篤 - 草彅剛
- 小林潮音 - 香取慎吾

## テーマミュージック
- 忘れないでよ
- 君は君だよ

## スタッフ
- 制作 - 中井國仁
- 監督・脚本 - 斎藤久志
- 原作 - 森脇道「スーパー・ハイスクール・ギャング」